# 暗體油紋鱸
暗體油紋鱸，為輻鰭魚綱鱸形目鱸亞目藍紋鱸科的其中一種，分布於中西大西洋加勒比海巴哈馬群島、伊斯帕尼奧拉島至墨西哥猶加敦半島海域，深度22-79公尺，為熱帶海水魚，體長可達1.4公分，棲息在珊瑚礁區，生活習性不明，可做為觀賞魚。

## 擴展閱讀
- 暗體油紋鱸的图片